# Amolops kaulbacki
Amolops kaulbacki é uma espécie de anura da família Ranidae.
Pode ser encontrada nos seguintes países: Myanmar e possivelmente em China.